# Primeira Liga 2009-2010
La Primeira Liga 2009-2010, nota come Liga ZON Sagres 2009-2010 per ragioni di sponsorizzazione, è stata la 76ª edizione della massima serie del campionato portoghese di calcio. Il campionato è iniziato il 16 agosto 2009 ed è terminato il 16 maggio 2010.
All'ultima giornata di campionato il Benfica ha vinto il suo 32º titolo.
Il Belenenses e il Leixões sono stati retrocessi in Segunda Liga.

## Stagione

### Novità
Dalla precedente stagione sono stati retrocessi il Trofense, classificatosi al 16º posto e l'Estrela Amadora, classificatasi all'11º posto e la cui iscrizione alla Primeira Liga era stata rifiutata per inadempienze economiche. Di conseguenza, il Belenenses, classificatosi al 15º posto, ha mantenuto la categoria. Sono state promosse dalla Segunda Liga l'Olhanense e l'União Leiria.

### Formato
Le 16 squadre partecipanti si affrontano in un girone di andata e ritorno, per un totale di 30 giornate.

La squadra campione di Portogallo ha il diritto a partecipare alla fase a gironi della UEFA Champions League 2010-2011.

La squadra classificata al secondo posto è ammessa al terzo turno di qualificazione della UEFA Champions League 2010-2011.

Le squadre classificate al terzo e al quarto posto sono ammesse, rispettivamente, al terzo e al secondo turno di qualificazione della UEFA Europa League 2010-2011.

Le squadre classificate agli ultimi due posti (15º e 16º posto) retrocedono in Segunda Liga.

## Squadre partecipanti
| Club              | Città             | Stadio                              | Risultato Stagione 2008-2009 |
| ----------------- | ----------------- | ----------------------------------- | ---------------------------- |
| Académica         | Coimbra           | Stadio Città di Coimbra             | 7º posto in Primeira Liga    |
| Belenenses        | Lisbona           | Estádio do Restelo                  | 15º posto in Primeira Liga   |
| Benfica           | Lisbona           | Estádio da Luz                      | 3º posto in Primeira Liga    |
| Braga             | Braga             | Stadio comunale di Braga            | 5º posto in Primeira Liga    |
| Leixões           | Matosinhos        | Estádio do Mar                      | 6º posto in Primeira Liga    |
| Marítimo          | Funchal           | Estádio dos Barreiros               | 9º posto in Primeira Liga    |
| Nacional          | Funchal           | Estádio da Madeira                  | 4º posto in Primeira Liga    |
| Naval             | Figueira da Foz   | Estádio Municipal José Bento Pessoa | 13º posto in Primeira Liga   |
| Olhanense         | Olhão             | Estádio José Arcanjo                | 1º posto in Segunda Liga     |
| Paços Ferreira    | Paços de Ferreira | Estádio da Mata Real                | 10º posto in Primeira Liga   |
| Porto             | Porto             | Estádio do Dragão                   | Campione del Portogallo      |
| Rio Ave           | Vila do Conde     | Estádio do Rio Ave FC               | 12º posto in Primeira Liga   |
| Sporting Lisbona  | Lisbona           | Stadio José Alvalade                | 2º posto in Primeira Liga    |
| União Leiria      | Leiria            | Estádio Dr. Magalhães Pessoa        | 2º posto in Segunda Liga     |
| Vitória Guimarães | Guimarães         | Estádio D. Afonso Henriques         | 8º posto in Primeira Liga    |
| Vitória Setúbal   | Setúbal           | Estádio do Bonfim                   | 14º posto in Primeira Liga   |

## Classifica finale
|  | Pos. | Squadra           | Pt | G  | V  | N  | P  | GF | GS | DR  |
|  | ---- | ----------------- | -- | -- | -- | -- | -- | -- | -- | --- |
|  | 1.   | Benfica           | 76 | 30 | 24 | 4  | 2  | 78 | 20 | +58 |
|  | 2.   | Braga             | 71 | 30 | 22 | 5  | 3  | 48 | 20 | +28 |
|  | 3.   | Porto             | 68 | 30 | 21 | 5  | 4  | 70 | 26 | +44 |
|  | 4.   | Sporting Lisbona  | 48 | 30 | 13 | 9  | 8  | 42 | 26 | +16 |
|  | 5.   | Marítimo          | 41 | 30 | 11 | 8  | 11 | 42 | 43 | -1  |
|  | 6.   | Vitória Guimarães | 41 | 30 | 11 | 8  | 11 | 31 | 34 | -3  |
|  | 7.   | Nacional          | 39 | 30 | 10 | 9  | 11 | 36 | 46 | -10 |
|  | 8.   | Naval             | 36 | 30 | 10 | 6  | 14 | 20 | 35 | -15 |
|  | 9.   | Paços Ferreira    | 35 | 30 | 8  | 11 | 11 | 32 | 37 | -5  |
|  | 10.  | União Leiria      | 35 | 30 | 9  | 8  | 13 | 35 | 41 | -6  |
|  | 11.  | Académica         | 33 | 30 | 8  | 9  | 13 | 37 | 42 | -5  |
|  | 12.  | Rio Ave           | 31 | 30 | 6  | 13 | 11 | 22 | 33 | -11 |
|  | 13.  | Olhanense         | 29 | 30 | 5  | 14 | 11 | 31 | 46 | -15 |
|  | 14.  | Vitória Setúbal   | 25 | 30 | 5  | 10 | 15 | 29 | 57 | -28 |
|  | 15.  | Belenenses        | 23 | 30 | 4  | 11 | 15 | 23 | 44 | -21 |
|  | 16.  | Leixões           | 21 | 30 | 5  | 6  | 19 | 25 | 51 | -26 |

Legenda:

      Campione del Portogallo e ammessa alla UEFA Champions League 2010-2011

      Ammesse alla UEFA Champions League 2010-2011

      Ammesse alla UEFA Europa League 2010-2011

      Retrocessa in Segunda Liga 2010-2011

Tre punti a vittoria, uno a pareggio, zero a sconfitta.
La classifica viene stilata secondo i seguenti criteri:
- Punti conquistati
- Punti conquistati negli scontri diretti
- Differenza reti negli scontri diretti
- Reti realizzate in trasferta negli scontri diretti
- Differenza reti generale
- Partite vinte
- Reti totali realizzate
- Spareggio

## Risultati
| 1ª giornata  |                       |              |
| 16 ago. 2009 |                       | 17 gen. 2010 |
| 0-0          | Leixões-Belenenses    | 3-1          |
| 1-0          | Braga-Académica       | 2-0          |
| 1-1          | Nacional-Sporting     | 2-3          |
| 1-1          | Benfica-Marítimo      | 5-0          |
| 1-1          | P. Ferreira-Porto     | 1-1          |
| 1-1          | Leiria-Rio Ave        | 2-0          |
| 0-0          | Naval-Olhanense       | 0-1          |
| 0-0          | V.Setúbal-V.Guimarães | 2-2          |

| 4ª giornata  |                      |              |
| 13 set. 2009 |                      | 14 feb. 2010 |
| 3-0          | V.Guimarães-Naval    | 0-0          |
| 0-4          | V.Setúbal-Leiria     | 3-3          |
| 1-0          | Sporting-P. Ferreira | 0-0          |
| 2-1          | Olhanense-Académica  | 1-1          |
| 4-1          | Porto-Leixões        | 0-0          |
| 0-4          | Belenenses-Benfica   | 0-1          |
| 1-2          | Marítimo-Braga       | 1-2          |
| 2-0          | Rio Ave-Nacional     | 1-1          |

| 7ª giornata |                      |             |
| 4 ott. 2009 |                      | 7 mar. 2010 |
| 2-0         | Braga-V.Setúbal      | 0-0         |
| 2-4         | Académica-Marítimo   | 0-0         |
| 0-0         | Sporting-Belenenses  | 4-0         |
| 0-3         | Olhanense-Porto      | 2-2         |
| 3-2         | Leixões-Leiria       | 1-2         |
| 3-2         | Naval-Rio Ave        | 0-0         |
| 2-0         | Nacional-V.Guimarães | 0-2         |
| 1-3         | P. Ferreira-Benfica  | 1-3         |

| 10ª giornata |                        |             |
| 8 nov. 2009  |                        | 3 apr. 2010 |
| 1-0          | V.Guimarães-Braga      | 2-3         |
| 0-0          | V.Setúbal-Olhanense    | 2-2         |
| 1-0          | Benfica-Naval          | 4-2         |
| 1-1          | Leiria-Académica       | 0-0         |
| 2-4          | Leixões-Nacional       | 0-1         |
| 0-3          | Belenenses-P. Ferreira | 0-0         |
| 1-0          | Marítimo-Porto         | 1-4         |
| 2-2          | Rio Ave-Sporting       | 0-1         |

| 13ª giornata |                        |              |
| 13 dic. 2009 |                        | 25 apr. 2010 |
| 0-0          | Braga-Naval            | 4-0          |
| 2-0          | Académica-Leixões      | 3-1          |
| 0-1          | Sporting-Leiria        | 1-1          |
| 2-2          | Olhanense-Benfica      | 0-5          |
| 2-0          | Porto-V.Setúbal        | 5-2          |
| 0-1          | Belenenses-V.Guimarães | 0-2          |
| 0-1          | Marítimo-Rio Ave       | 0-0          |
| 2-1          | P. Ferreira-Nacional   | 1-1          |

| 2ª giornata  |                       |              |
| 23 ago. 2009 |                       | 31 gen. 2010 |
| 0-0          | Olhanense-Leiria      | 0-2          |
| 1-1          | Académica-P. Ferreira | 1-2          |
| 1-2          | Sporting-Braga        | 0-1          |
| 1-0          | Marítimo-Leixões      | 2-1          |
| 1-0          | Rio Ave-V.Setúbal     | 2-2          |
| 0-1          | V.Guimarães-Benfica   | 1-3          |
| 3-0          | Porto-Nacional        | 4-0          |
| 2-0          | Belenenses-Naval      | 0-1          |

| 5ª giornata  |                      |              |
| 20 set. 2009 |                      | 21 feb. 2010 |
| 1-0          | Braga-Porto          | 1-5          |
| 1-1          | Académica-Belenenses | 2-1          |
| 3-2          | Sporting-Olhanense   | 0-0          |
| 1-2          | Leiria-Benfica       | 0-3          |
| 3-1          | Leixões-V.Guimarães  | 0-2          |
| 0-1          | Naval-V.Setúbal      | 1-0          |
| 2-1          | Nacional-Marítimo    | 1-1          |
| 1-1          | P. Ferreira-Rio Ave  | 2-1          |

| 8ª giornata  |                      |              |
| 25 ott. 2009 |                      | 14 mar. 2010 |
| 1-1          | V.Guimarães-Sporting | 1-3          |
| 1-0          | V.Setúbal-Leixões    | 2-1          |
| 6-1          | Benfica-Nacional     | 1-0          |
| 2-0          | Leiria-Naval         | 0-1          |
| 3-2          | Porto-Académica      | 2-1          |
| 0-0          | Belenenses-Olhanense | 3-1          |
| 3-1          | Marítimo-P. Ferreira | 0-1          |
| 1-1          | Rio Ave-Braga        | 0-1          |

| 11ª giornata |                       |              |
| 29 nov. 2009 |                       | 11 apr. 2010 |
| 2-0          | Braga-Leiria          | 2-1          |
| 3-0          | Académica-V.Setúbal   | 1-1          |
| 0-0          | Sporting-Benfica      | 0-2          |
| 0-2          | Olhanense-V.Guimarães | 1-1          |
| 2-1          | Porto-Rio Ave         | 1-0          |
| 2-2          | Belenenses-Marítimo   | 3-3          |
| 1-1          | Nacional-Naval        | 0-0          |
| 1-1          | P. Ferreira-Leixões   | 0-2          |

| 14ª giornata |                     |             |
| 20 dic. 2009 |                     | 2 mag. 2010 |
| 1-0          | V.Guimarães-Rio Ave | 0-0         |
| 3-2          | V.Setúbal-Marítimo  | 0-2         |
| 1-0          | Benfica-Porto       | 1-3         |
| 1-0          | Leiria-Belenenses   | 2-5         |
| 2-2          | Leixões-Olhanense   | 0-1         |
| 0-1          | Naval-Sporting      | 1-0         |
| 4-3          | Nacional-Académica  | 3-3         |
| 0-1          | P. Ferreira-Braga   | 0-1         |

| 3ª giornata  |                         |             |
| 30 ago. 2009 |                         | 7 feb. 2010 |
| 0-0          | P. Ferreira-V.Guimarães | 2-1         |
| 1-3          | Naval-Porto             | 0-3         |
| 0-0          | Leiria-Marítimo         | 0-1         |
| 0-0          | Leixões-Rio Ave         | 0-2         |
| 3-1          | Braga-Belenenses        | 3-1         |
| 0-2          | Académica-Sporting      | 2-1         |
| 1-1          | Nacional-Olhanense      | 0-1         |
| 8-1          | Benfica-V.Setúbal       | 1-1         |

| 6ª giornata  |                       |              |
| 27 set. 2009 |                       | 28 feb. 2010 |
| 2-2          | V.Guimarães-Leiria    | 1-0          |
| 0-1          | V.Setúbal-P. Ferreira | 3-5          |
| 5-0          | Benfica-Leixões       | 4-0          |
| 0-1          | Olhanense-Braga       | 1-3          |
| 1-0          | Porto-Sporting        | 0-3          |
| 0-1          | Belenenses-Nacional   | 0-1          |
| 1-2          | Marítimo-Naval        | 1-2          |
| 0-0          | Rio Ave-Académica     | 1-0          |

| 9ª giornata  |                       |              |
| 1º nov. 2009 |                       | 28 mar. 2010 |
| 2-0          | Braga-Benfica         | 0-1          |
| 2-0          | Académica-V.Guimarães | 0-1          |
| 1-1          | Sporting-Marítimo     | 2-3          |
| 0-1          | Olhanense-Rio Ave     | 5-1          |
| 1-1          | Porto-Belenenses      | 3-0          |
| 1-0          | Naval-Leixões         | 0-1          |
| 2-1          | Nacional-V.Setúbal    | 1-2          |
| 0-1          | P. Ferreira-Leiria    | 1-2          |

| 12ª giornata |                    |              |
| 6 dic. 2009  |                    | 18 apr. 2010 |
| 1-4          | V.Guimarães-Porto  | 0-3          |
| 0-2          | V.Setúbal-Sporting | 1-2          |
| 4-0          | Benfica-Académica  | 3-2          |
| 1-2          | Leiria-Nacional    | 0-2          |
| 1-1          | Leixões-Braga      | 1-3          |
| 1-0          | Naval-P. Ferreira  | 3-1          |
| 5-2          | Marítimo-Olhanense | 2-1          |
| 0-0          | Rio Ave-Belenenses | 0-0          |

| 15ª giornata |                       |             |
| 10 gen. 2010 |                       | 9 mag. 2010 |
| 2-0          | Braga-Nacional        | 1-1         |
| 2-0          | Académica-Naval       | 1-0         |
| 1-0          | Sporting-Leixões      | 2-1         |
| 1-1          | Olhanense-P. Ferreira | 2-2         |
| 3-2          | Porto-Leiria          | 4-1         |
| 0-0          | Belenenses-V.Setúbal  | 2-1         |
| 0-1          | Marítimo-V.Guimarães  | 2-1         |
| 0-1          | Rio Ave-Benfica       | 1-2         |

## Statistiche

### Squadre

#### Capolista solitarie
- Dalla 1ª alla 7ª giornata: Braga
- 9ª giornata: Braga
- 11ª giornata: Braga
- Dalla 18ª alla 19ª giornata: Braga
- Dalla 20ª alla 30ª giornata: Benfica

#### Record
- Maggior numero di vittorie: Benfica (24)
- Minor numero di sconfitte: Benfica (2)
- Migliore attacco: Benfica (78 gol segnati)
- Miglior difesa: Benfica e Braga (20 gol subiti)
- Miglior differenza reti: Benfica (+58)
- Maggior numero di pareggi: Olhanense (14)
- Minor numero di pareggi: Benfica (4)
- Minor numero di vittorie: Belenenses (4)
- Maggior numero di sconfitte: Leixões (19)
- Peggiore attacco: Naval (20 gol segnati)
- Peggior difesa: Vitória Setúbal (57 gol subiti)
- Peggior differenza reti: Vitória Setúbal (-29)
- Partita con il maggior numero di reti: Benfica - Vitória Setúbal 8-1
- Partita con la maggior differenza reti: Benfica - Vitória Setúbal 8-1

### Individuali

#### Classifica marcatori
| Gol |  |  | Giocatore      | Squadra          |
| --- |  |  | -------------- | ---------------- |
| 26  |  |  | Óscar Cardozo  | Benfica          |
| 25  |  |  | Radamel Falcao | Porto            |
| 13  |  |  | Liédson        | Sporting Lisbona |
| 12  |  |  | Edgar          | Nacional         |
| 12  |  |  | Cássio         | União Leiria     |
| 12  |  |  | Djalmir        | Olhanense        |
| 12  |  |  | Albert Meyong  | Braga            |
| 11  |  |  | Javier Saviola | Benfica          |

## Verdetti finali
- Benfica campione di Portogallo 2009-2010 e ammesso alla fase a gironi della UEFA Champions League 2010-2011.
- Braga qualificato al terzo turno preliminare della UEFA Champions League 2010-2011.
- Porto qualificati al turno di play-off, Sporting CP qualificato al terzo turno preliminare e Maritimo qualificato al secondo turno preliminare della UEFA Europa League 2010-2011.
- Belenenses e Leixões retrocessi in Segunda Liga 2010-2011.